# Strueth
Strueth är en kommun i departementet Haut-Rhin i regionen Grand Est (tidigare regionen Alsace) i nordöstra Frankrike. Kommunen ligger i kantonen Hirsingue som tillhör arrondissementet Altkirch. År 2022 hade Strueth 354 invånare.

## Befolkningsutveckling
Antalet invånare i kommunen Strueth
| Referens: INSEE |